# Шалфей мутовчатый
Шалфей мутовчатый (лат. Salvia verticillata) — полукустарник, вид рода Шалфей (Salvia) семейства Яснотковые (Lamiaceae).

## Ботаническое описание
Многолетнее растение высотой до 60 см. Корневище диаметром 5—10 мм, бурое, почти горизонтальное или косо восходящее. Стебли многочисленные, простые, реже ветвистые, прямые, высотой 30—80 см, густо опушённые многоклеточными волосками. Листья сердцевидно-яйцевидные, длиной 4—13 см, шириной 3—10 см, острые, края листовой пластинки городчатые; нижние листья на черешках равных пластинки, верхние — короткочерешковые или сидячие. Соцветия простые или чаще с одной-двумя парами длинных ветвей, из 20—40-цветковых ложных мутовок; чашечка трубчатая, часто лиловатая; венчик фиолетовый, иногда белый, вдвое длиннее чашечки, двугубый. Орешки округло эллиптические, светло-бурые, иногда тёмно-бурые, гладкие, длиной 1,5—5 мм. Цветёт в июне — сентябре. Плоды созревают в августе — сентябре.
Нектарник кольцом опоясывает завязь. Нектар накапливается в трубочке венчика, занимая около трети её, и хорошо доступен для пчёл. Они посещают цветки шалфея весь день. Нектаровыделение обильное, наиболее интенсивное в период от полного опыления до оплодотворения. Наиболее нектароносны цветки в жаркую погоду — 25—30 °С и умеренно влажную погоду.

## Распространение и экология
Встречается в Восточной и Южной Европе, Турции, Иране, Ираке, на Кавказе. На территории России распространён в европейской части, на Кавказе, в Западной Сибири.
Естественное местообитание чернозёмная полоса. Растёт по известковым и глинистым склонам, по межам, около дорог, часто в больших количествах встречается на залежах и иногда в посевах там, где не ведётся борьбы с сорняками.

## Значение и применение

### В пчеловодстве
В период от полного опыления до оплодотворения очень обильно даёт легко доступный и прозрачный, без цвета и запаха нектар, причём в жаркую и влажную погоду нектаровыделение увеличивается: каждый цветок в среднем выделяет от 0,22 до 1,42 мг нектара с высокой (50—86 %) концентрацией сахаров, а общая мёдопродуктивность достигает 900 кг с гектара посадок. На Северное Кавказе в различные дни пчёлы собирали с цветков 0,22—1,42 кг нектара с содержанием сахара около 65 % с общей мёдопродуктивностью 300—400 кг/га. Мёд прозрачный, отменного вкуса. Кроме нектара, Шалфей мутовчатый даёт пчёлам пыльцу-обножку.
Под Москвой в 1952 году дикие растения выделяли сахара в нектаре в переводе на 1 га до 300 кг. В эксперименте проведённом в 1958 году сравнили нектаропродуктивность четырёхлетнюю плантацию шалфея и фацелии растущей поблизости. Нектарность одного цветка шалфея оказалось выше, чем у фацелии. Подсчёты показали, что шалфей давал нектара 540 кг, а сахара 310 кг на га. Шалфей мутовчатый рекомендуется высевать на припасечных участках, где он может произрастать при правильном уходе в течение долгого времени без изреживания, а также по склонам балок и оврагов без какой-либо обработки почвы.

### Прочее
По наблюдениям в Кабардино-Балкарии поедается западнокавказским туром (Capra caucasica).
Надземная часть растения содержит эфирное масло (0,05—0,08 %) зеленоватого цвета с очень резким запахом.
В XIX столетии шалфей мутовчатый был популярной пряностью. Его листья придают пище сильный аромат со специфическим «прохладным» запахом. На Кавказе их едят как приправу к жирным мясным блюдам; в Западной Европе и Средней Азии сухие листья используют для ароматизации пива, как пряно-ароматическую приправу к сыру, ухе, мясу, блюдам из дичи, домашней птицы, холодным мясным салатам.

## Классификация

### Таксономия
Salvia verticillata L., 1753, Sp. Pl. : 26
Вид Шалфей мутовчатый относится к роду Шалфей (Salvia) семейства Яснотковые (Lamiaceae) порядка Ясноткоцветные (Lamiales). Таксономическая схема в соответствии с Системой APG IV по состоянию на декабрь 2023 года:
|  |                                      |  |                                   |                                   |                      |  | ещё 23 семейства | ещё 23 семейства |                       |  |                         |  | еще 1 048 подтвержденных видов и 190 таксонов, ожидающих подтверждения | еще 1 048 подтвержденных видов и 190 таксонов, ожидающих подтверждения |  |
|  |                                      |  |                                   |                                   |                      |  | ещё 23 семейства | ещё 23 семейства |                       |  |                         |  | еще 1 048 подтвержденных видов и 190 таксонов, ожидающих подтверждения | еще 1 048 подтвержденных видов и 190 таксонов, ожидающих подтверждения |  |
|  |                                      |  |                                   | порядок Ясноткоцветные            |                      |  |                  |                  | род Шалфей            |  |                         |  |                                                                        |                                                                        |  |
|  |                                      |  |                                   | порядок Ясноткоцветные            |                      |  |                  |                  | род Шалфей            |  | 2 внутривидовых таксона |  |                                                                        |                                                                        |  |
|  | отдел Цветковые, или Покрытосеменные |  |                                   |                                   | семейство Яснотковые |  |                  |                  | вид Шалфей мутовчатый |  |                         |  |                                                                        |                                                                        |  |
|  | отдел Цветковые, или Покрытосеменные |  |                                   |                                   |                      |  |                  |                  |                       |  |                         |  |                                                                        |                                                                        |  |
|  |                                      |  | ещё 63 порядка цветковых растений | ещё 63 порядка цветковых растений |                      |  |                  | ещё 268 родов    | ещё 268 родов         |  |                         |  |                                                                        |                                                                        |  |
|  |                                      |  |                                   | ещё 63 порядка цветковых растений |                      |  |                  |                  | ещё 268 родов         |  |                         |  |                                                                        |                                                                        |  |

### Внутривидовые таксоны
- Salvia verticillata subsp. amasiaca (Freyn & Bornm.) Bornm.
- Salvia verticillata subsp. verticillata

### Синонимы
- Covola verticillata Medik.
- Hemisphace verticillata Opiz
- Horminum verticillatum Mill.
- Salvia verticillata f. natronata Simonk.
- Salvia verticillata var. parvifolia K.Koch
- Sphacopsis verticillata Briq.